# Льежские войны

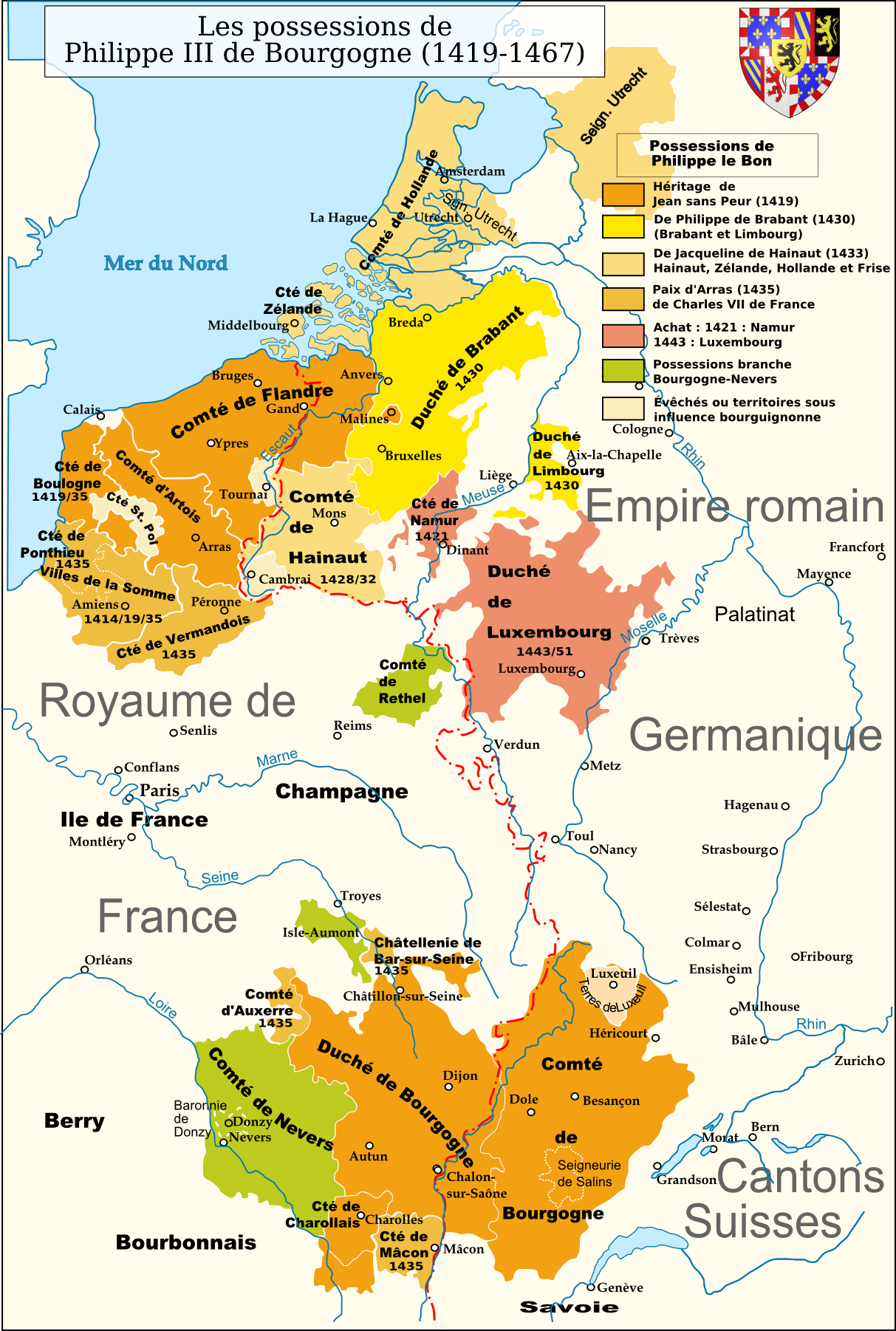
Герцогство Бургундия при Филиппе III Добром.

Льежские войны — три мятежа в принадлежавшем княжеству-епископству Льеж одноимённом городе против расширения влияния герцогства Бургундия в период с 1465 по 1468 гг., подавленные герцогскими войсками.

## Причины
В первой половине XV в. герцогу Бургундии Филиппу Доброму удалось овладеть крупной частью Нижних земель, которые стали известны как Бургундские Нидерланды.
В 1456 г. он решил расширить свой влияние на епископальное княжество Льеж. Через хорошие отношения с папой римским Каликстом III ему удалось заменить епископа Жан VIII своим 18-летним племянником Луи де Бурбоном, который ещё семь лет учился в Старом Лёвенском университете. Все эти годы епископством фактически правил герцог Бургундии.

## История

### Первая война (1465)

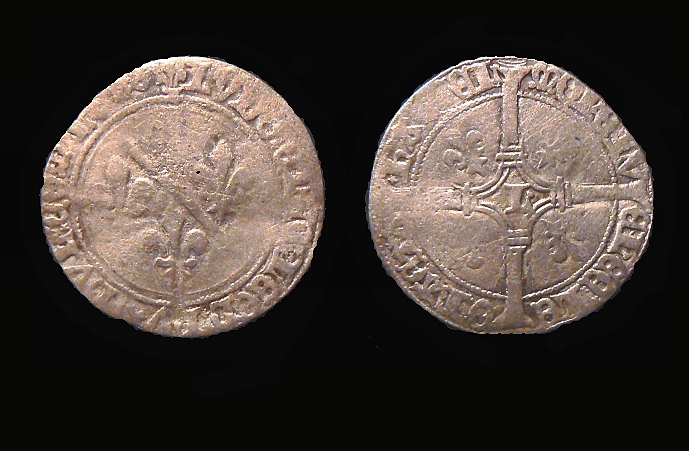
Серебряная монета Луи де Бурбона 1465 года.

Тем временем сопротивление бургундцам в княжестве-епископстве росло. Лидером был бейлиф Хирса Раес ван Хирс, который договорился о поддержке со стороны короля Франции Людовика XI. Когда Луи де Бурбон, наконец, приступил к своим обязанностям в 1465 г., он был немедленно свергнут льежскими штатами. Раес ван Хирс не смог контролировать мятежное население, разграбившее принадлежавшее герцогу герцогство Лимбург.
Филипп отправил своего сына Карла с армией для восстановления своей власти. Собравший войско в 4 тыс. человек Хирс столкнулся с бургундцами 20 октября 1465 г. в битве при Монтенакене, которое завершилось победой герцогских сил. Бургундские войска заняли Сент-Трюйден, где по заключённому договору Льеж становился протекторатом Бургундии, а Луи де Бурбон был восстановлен в должности князя-епископа.

### Вторая война (1467)
Волнения в Льеже не утихали. В 1466 г. город Динан на юго-западе княжества восстал, и Филипп Добрый снова послал войска под командованием Карла Смелого, который наказал город, сбросив 800 горожан в реку Маас и сжег город.
Когда Филипп умер в 1467 г., в Льеже снова вспыхнули беспорядки, и Луи был вынужден бежать на запад в Юи. Даже там его положение не было безопасным, и он был вынужден бежать из княжества-епископства вместе со всеми бургундцами. Раес ван Хирс и граф Ян де Вильде из Кессениха собрали армию, обещанные Людовиком XI подкрепления снова не появились, и войска Льежа потерпели решительное поражение в битве при Брустеме 28 октября 1467 г.
После битвы Карл двинулся на Льеж и 12 ноября заставил город сдаться. Княжество-епископство снова стало бургундским протекторатом под руководством Ги де Амберкура, и все города в графстве Лоон были вынуждены разрушить укрепления.

### Третья война (1468)

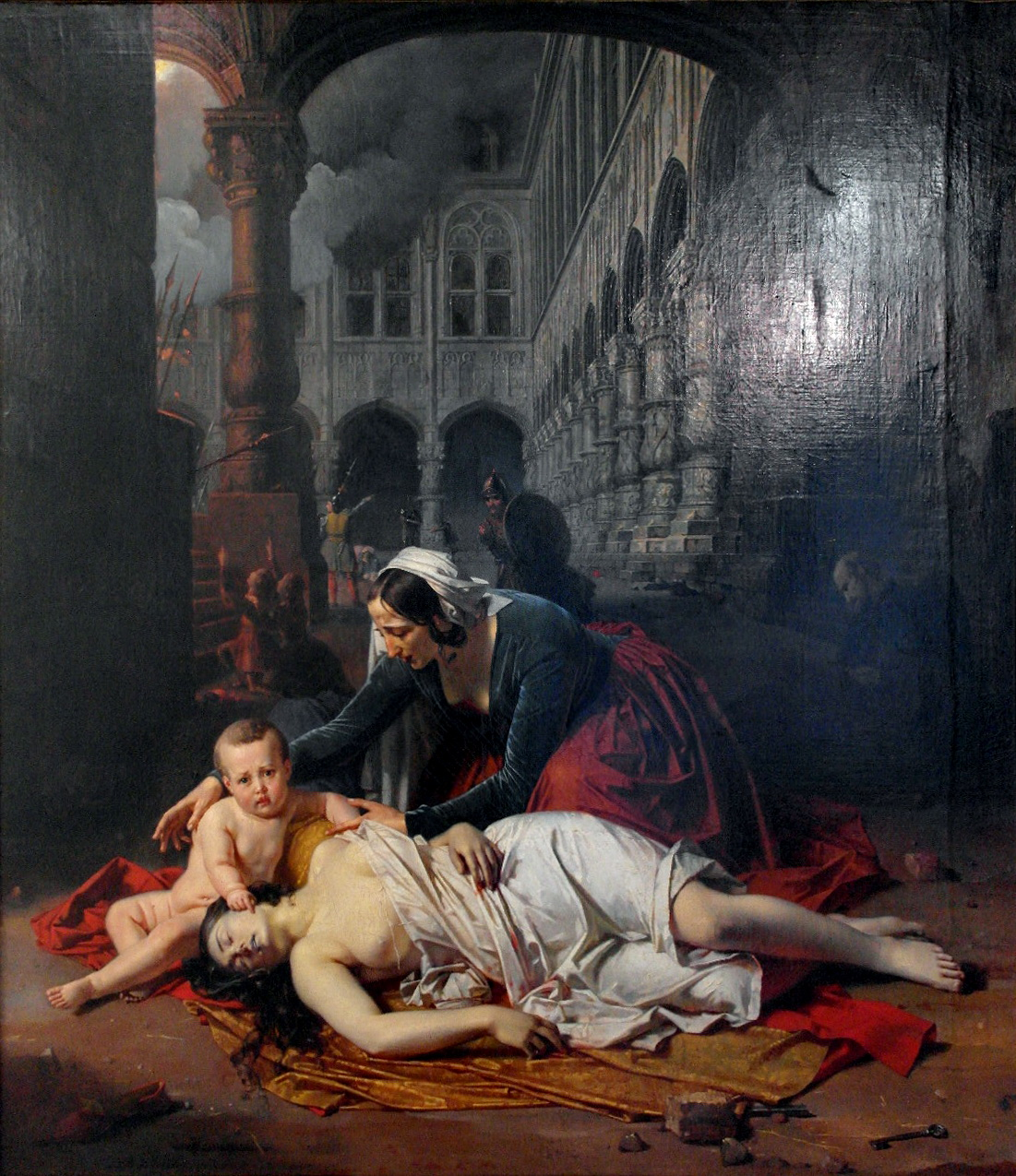
Бартелеми Вьёйвуа. Разграбление Льежа в 1468 году (1842)

В октябре 1468 г. 240 повстанцев под предводительством Жана де Вильде, Винсента де Бюрена и Госуэна де Стрела вошли в город, в суматохе Ги де Амберкур и весь бургундский гарнизон бежали. Льеж снова был свободен, и Жан де Вильде занял дворец князей-епископов.
Однажды ночью льежское ополчение напало на Тонгерен и убило там всех бургундцев. После этого Жан де Вильде начал переговоры с Ги де Амберкуром, но Карл Смелый в сопровождении Людовика XI повёл армию к Льежу, чтобы раз и навсегда расправиться с мятежным городом. По пути было разграблено несколько городов, в том числе и Тонгерен.
22 октября отряд ополчения в 500 человек попытался остановить бургундцев в деревне Лантин, но местные солдаты были загнаны в церковь и сожжены заживо.
Винсент де Бюрен организовал оборону города Льеж и добился некоторых успехов в боевых вылазках. Жан де Вильде был смертельно ранен во время вылазки 26 октября и скончался через два дня. Наиболее известно нападение Шести сотен франшимонцев в ночь с 29 на 30 октября, которые выбрались из города и напали на спящих бургундцев с целью убить герцога и короля. План провалился, и все они, включая Винсента де Бюрена и Госуэна де Стрела, были убиты.
На следующий день Льеж сдался, и по приказу Карла Смелого сотни горожан были связаны и брошены в реку Маас. Город был подожжён и, как говорят, горел семь недель.

## Конец бургундской власти

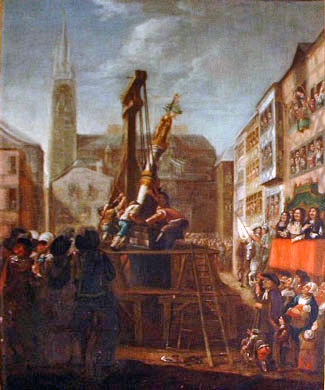
Восстановление льежского Перрона в 1478 г.

В 1477 году Карл Смелый был убит в битве при Нанси, и ему наследовала 19-летняя Мария Бургундская. Бургундия была немедленно атакована Францией, и герцогиня обратилась за помощью к Генеральным штатам Нидерландов. Помощь была оказана, но Марии пришлось издать Великую привилегию, отказавшись от централизованной политики отца и деда. Льеж также выиграл от этого, и 19 марта 1477 г. Мария отказалась от своих прав на княжество-епископство.
Луи де Бурбон оставался епископом вплоть до своего убийства 30 августа 1482 г. поддерживаемым французами Гийомом де Ламарком.

## Наследие
Льежские войны были переработаны в более поздней историографии, чтобы отразить борьбу за местные свободы и автономию, отраженную в льежском Перроне и его включении в герб города.
Атака Шести сотен франшимонцев была мифологизирована и отмечена как пример валлонского героизма, эквивалентного победе фламандцев над французами в битве золотых шпор 1302 г.